# 主教座堂广场 (圣保罗)

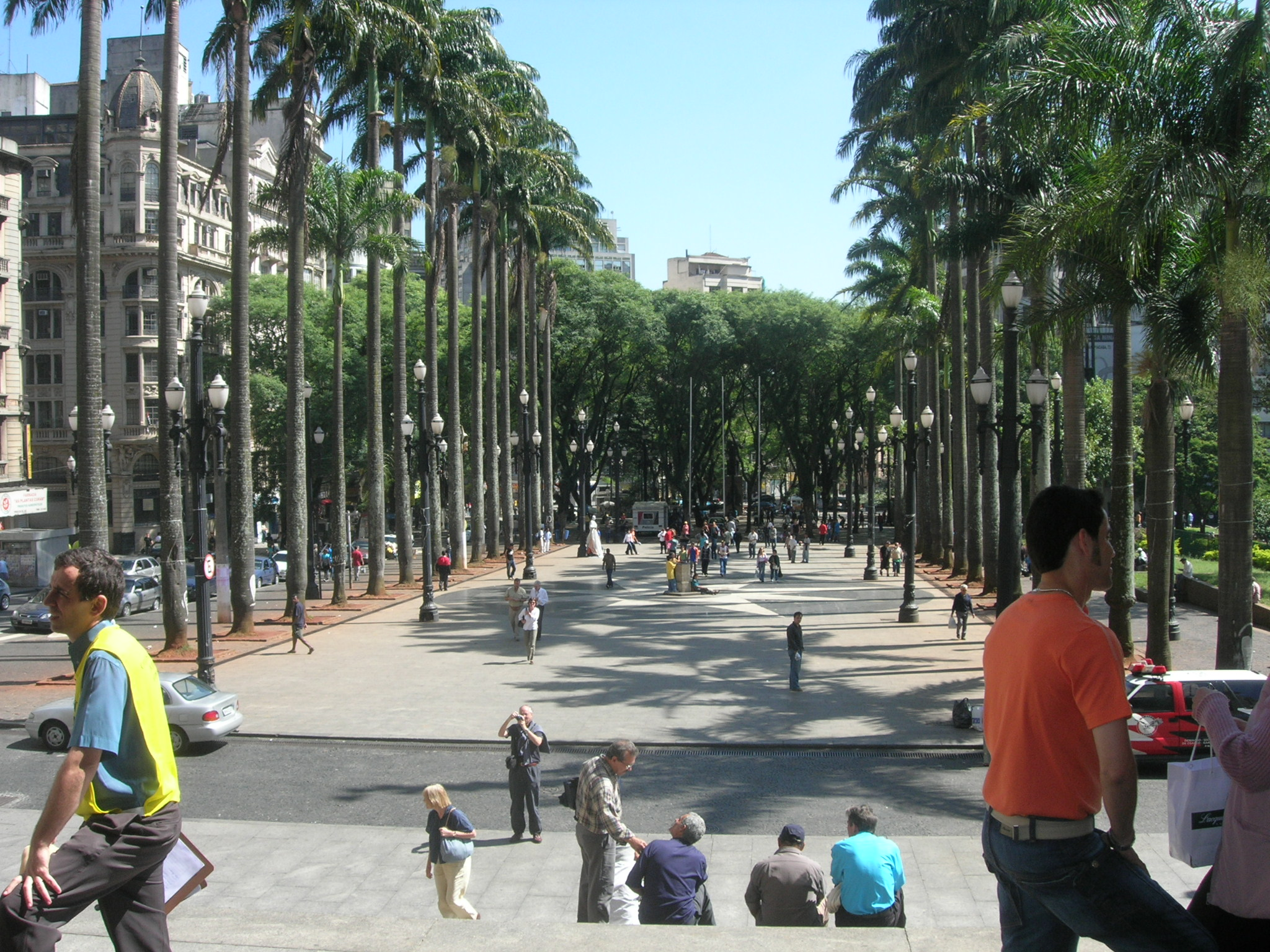
主教座堂广场

主教座堂广场（Praça da Sé）是巴西圣保罗的一个广场，为该市公認的中心，以及圣保罗所有街道的公路原點，廣場一帶亦設有「聖保羅市原點碑」。圣保罗历史上许多历史事件在此广场发生。廣場得名自圣保罗主教座堂。

## 历史

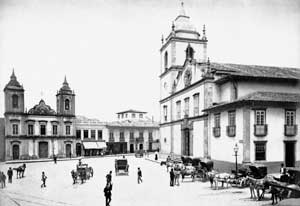
1880年的广场

该广场围绕主教座堂发展起来。旧建筑在20世纪初被拆除，按照城市规划重建市中心。
目前景观形成于20世纪70年代，为修建廣場下方的聖保羅地铁主教座堂站夷平了整个街区，因此需要全新的美化工程。建筑师受到美国西海岸美化工程的影响。
2006年，该广场进行改建，部分已在2007年1月25日重新开放。因减少了为无家可归的人的空间而遭质疑。

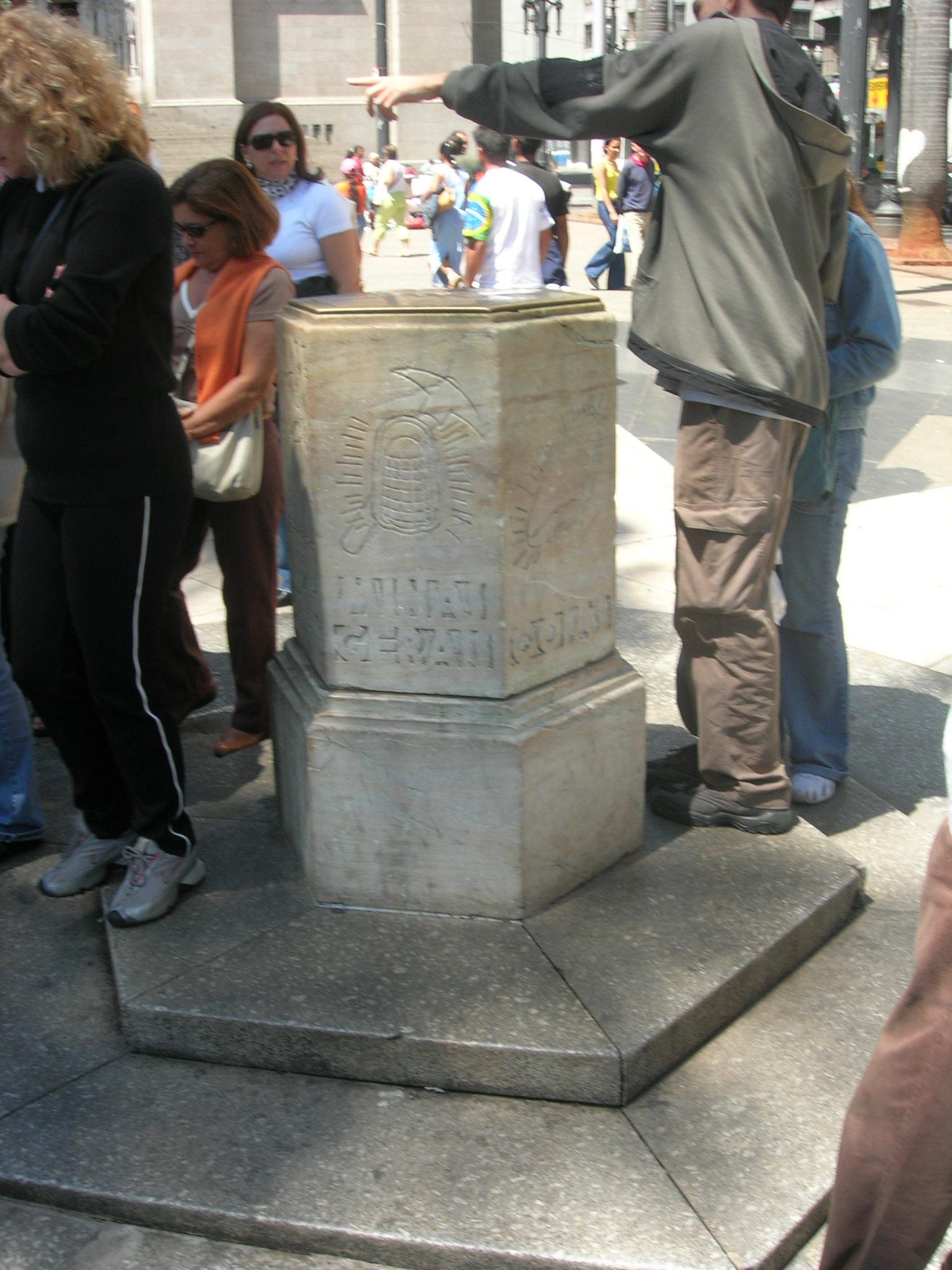
零公里标志